# 三溴化铊
三溴化铊是一种无机化合物，化学式为TlBr3。

## 制备
三溴化铊的四水合物可由溴化亚铊在水中的悬浮液和溴在30~40 °C反应得到。
{\displaystyle {\ce {TlBr + Br2 + 4H2O -> TlBr3.4H2O}}}

## 性质
三溴化铊以水合物的形式存在，它是浅黄色针状晶体，易溶于水，在40 °C熔化，但在空气中，30 °C时分解为暗黄色的溴化铊(I,III)，生成水和溴；而在真空中，分解在室温即可分解。它可以形成一系列的溴配合物，如Rb[TlBr4]和Rb3[TlBr6]。

## 应用
三溴化铊是强氧化剂，在有机化学和金属有机化学中有所应用。